# Victor A. Gangelin
Victor A. Gangelin (Milwaukee, 4 marzo 1899 – Los Angeles, 2 aprile 1967) è stato uno scenografo statunitense.

## Filmografia parziale
- Tarzan contro i mostri (Tarzan's Desert Mystery), regia di Wilhelm Thiele (1943)
- The Mummy's Curse, regia di Leslie Goodwins (1944)
- Da quando te ne andasti (Since You Went Away), regia di John Cromwell (1944)
- Meglio un mercoledì da leone (The Sin of Harold Diddlebock), regia di Preston Sturges (1947)
- Pantera rossa (War Paint), regia di Lesley Selander (1953)
- Il circo delle meraviglie (Ring of Fear), regia di James Edward Grant, William A. Wellman (1954)
- I trafficanti di Hong Kong (Flight to Hong Kong), regia di Joseph M. Newman (1956)
- Un re per quattro regine (The King and Four Queens), regia di Raoul Walsh (1956)
- Colpo proibito (The Come On), regia di Russell Birdwell (1956)
- Tarzan and the Trappers, regia di Charles F. Haas, Sandy Howard e, non accreditato, H. Bruce Humberstone - tv movie (1958)
- Là dove il sole brucia (The Young Land), regia di Ted Tetzlaff (1959)
- West Side Story, regia di Jerome Robbins, Robert Wise (1961)
- La porta dei sogni (Toys in the Attic), regia di George Roy Hill (1963)